# Johann Caspar Christian Georg Harms
Johann Caspar Christian Georg Harms (* 8. April 1819 in Ellwürden; † 8. November 1896 in Oldenburg) war ein deutscher Pädagoge und Schriftsteller.

## Herkunft
Seine Eltern waren Amtseinnehmer Hinrich Christian Harms (1782–1837) und dessen Ehefrau Christina Juliane Blandine Dorothea Ahlers.

## Leben
Er wurde im Herbst 1833 auf dem Seminar in Oldenburg zum Volksschullehrer ausgebildet. Danach konnte er aber auf der Universität Berlin Mathematik studieren. Nach seinem Abschluss kam er im Jahr 1843 an die neugegründete Ober-Realschule nach Oldenburg, wo er nun für 45 Jahre als Lehrer wirkte. Im Jahr 1852 wurde er zum Oberlehrer und 1872 zum Professor ernannt. Ostern 1888 trat er in den Ruhestand.
Neben seiner Tätigkeit an der Ober-Realschule wurde  er im Jahr 1852 mit der Leitung der Gewerbeschule beauftragt, die er bis zu seiner Pensionierung innehatte. Außerdem war er von 1862 bis 1877 Mitglied der Ackerbauschul-Kommission sowie von 1876 bis 1888 Mitglied der Städtischen Schulkommission für höhere Schulen. Ferner wurde er 1869 Mitglied der Kommission zur Beratung des Seeschiffer-Prüfungswesen; seit 1879 war er auch noch mit dem Rechnungsabschluss der Landes-Witwen-, Waisen- und Leibrenten-Kasse betraut.
Als Schriftsteller war er Verfasser mehrere Schulbücher für den mathematischen und Rechenunterricht. Besonders das 1870 erschienene Rechenbuch für Gymnasien, Realschulen, etc erlebte bis zu seinem Tod 12 Auflagen und später noch weitere, bereits 1847 veröffentlichte er Fabeln, Parabeln und Rätsel für die Jugend.

## Werke
- Rechenbuch für Gymnasien, Realgymnasien, Oberrealschulen, Realschulen, höhere Bürgerschulen, Seminare u.s.w,
- Das Rechnen mit den Zahlen von 1–100, etc Digitalisat
- Das Real-Schulwesen des Grossherzogthums, Digitalisat
- Das Rechnen mit ungleich benannten Zahlen, Digitalisat
- Kurze Darstellung der Entwicklung des Schulwesens der Stadt Oldenburg, Digitalisat

## Familie
Harms heiratete am 18. Juli 1852 in Oldenburg Marie Elisabeth Erdmann (1830–1878), eine Tochter des Regierungspräsidenten Theodor Erdmann (1795–1893). Das Paar hatte mehrere Kinder:
- August Theodor (1853–1931), Wirklicher Geheimer Admiralitätsrat[3]∞ Hedwig Auguste Goldbeck (1858–1945)
- Johannes Paul (1856–1895) ∞ Elise Caroline Eleonore Prüsmann (1858–1936)
- Emma Auguste Mathilde (1859–1881)
- Max Hugo Christian (1863–1944), Pastor ∞ 1891 Maria Wilhelmine Auguste Trentepohl (1867–1941)
- Siegfried Wilhelm (1870–1913) ∞ Margarethe Ida Clementine Kunicke (1877–1943)

Nach dem Tod seiner ersten Frau heiratete er am 25. September 1880 in Bremen Adelheid Loose (* 24. Juni 1833; † 29. Mai 1923), eine Tochter des Bremer Pastors Bernhard Loose (* 1. Januar 1804).